# شرايين الكلى القطاعية العلوية
شرايين الكلى القطاعية العلوية ‏ هو شريان يتفرعُ من شريان كلوي.